# Forever (Bon Jovi)
Forever è il sedicesimo album in studio del gruppo musicale statunitense Bon Jovi, pubblicato il 7 giugno 2024.

## Concezione
Forever sarà il nuovo album di Bon Jovi dopo quattro anni dal precedente 2020. Prima che potessero registrarlo, il cantante ha dovuto superare seri problemi vocali che alla fine lo hanno portato a sottoporsi a un raro intervento chirurgico. Nella scrittura dei brani la band si è avvalsa di alcune collaborazioni, tra le quali quella di Ryan Tedder in "We Made It Look Easy" e di Ed Sheeran in "Living in Paradise". L'album è stato registrato fra il 2022 e il 2024 presso gli Ocean Way Recording a Nashville e Multiview Studios a Los Angeles.
Il 14 marzo 2024 è stato pubblicato Legendary, come primo singolo del nuovo album.

## Descrizione
Come parte della celebrazione del 40º anniversario della band, "Forever" è stato pubblicato nello stesso anno insieme al documentario "Thank You, Goodnight: The Bon Jovi Story". Nel 2022, il cantante Jon Bon Jovi ha subito un importante intervento chirurgico vocale, gettando incertezza sul futuro della band e sulla loro capacità di registrare un nuovo album. Dopo la guarigione, Jon Bon Jovi ha riacquistato la gioia e la fiducia, ispirandolo a ricominciare a scrivere musica. L'album si apre con il brano pop rock Legendary, Jon Bon Jovi lo ha descritto un brano edificante che riflette sul passato mentre guarda al futuro. Living Proof è la prima canzone di Bon Jovi caratterizzata, dopo 14 anni, dall'uso di un talk box, una tecnica precedentemente utilizzata in Livin' on a Prayer (1986), It's My Life (2000) e in This Is Love, This Is Life (2010) canzone apparsa nella versione internazionale della loro raccolta Greatest Hits. La canzone "Kiss the Bride" è scritta da Jon Bon Jovi per sua figlia, Stephanie Bongiovi. La canzone "My First Guitar", fa riferimwento alla sua prima chitarra, una Univox Stratocaster,  che è riuscito a riacquistare dalla persona alla quale l'ha venduta nel 1978.

## Promozione
Nell'ottobre 2023, MusiCares ha annunciato che Jon Bon Jovi era stato selezionato come MusiCares Person of the Year. Durante l'evento di gala del 2 febbraio 2024, la band ha eseguito per la prima volta Legendary. Il 12 marzo, un video intitolato "Bon Jovi Forever" è stato caricato sul canale YouTube della band, annunciando il titolo dell'album e l'uscita del singolo "Legendary" il 14 marzo. Il video includeva anche frammenti delle canzoni "We Made It Look Easy", "Living Proof" e "Waves". Il 15 maggio, la band annunciò che il secondo singolo Living Proof sarebbe uscito il 17 maggio. Il 20 maggio, la band ha iniziato a pubblicare commenti traccia per traccia e frammenti del ritornello di ogni canzone sui propri social media. L'album è stato pubblicato il 7 giugno 2024 in 11 edizioni in vinile (per lo più edizioni a colori; tre di esse contenevano buste di carta da collezione, una delle quali firmata), quattro edizioni in CD (set standard, due con copertine alternative e una autografata), cassetta, download standard dell'album e download "deluxe" con due tracce bonus, venduto tramite il negozio online ufficiale della band dall'8 giugno. Un duetto della canzone "The People's House" con The War and Treaty è stato pubblicato il 30 agosto 2024, accompagnato da un video con i testi. L'11 ottobre è stato rilasciato il video musicale ufficiale di "The People's House" con The War and Treaty.

## Accoglienza

### Pubblico
L'album ha debuttato al numero uno in Svizzera e al numero due in Austria e Germania. Nel Regno Unito ha debuttato alla terza posizione della Official Albums Chart con 22 812 copie totali, dietro agli album The Tortured Poets Department di Taylor Swift (prima posizione) e Brat di Charli XCX (seconda posizione), diventa l'album con la classifica più alta della band in nove anni, da Burning Bridges del 2015, e il diciottesimo album nella Top 10 delle classifiche degli album nel Regno Unito.Sempre nel Regno Unito ha debuttato al numero uno nelle classifiche dei Official Downloads Chart (album più scaricati) e nella Official Physical Chart (vendite fisiche). Negli Stati Uniti d'America ha debuttato alla quinta posizione della Billboard 200 e risulta essere il quattordicesimo album della band a raggiungere la top 10.Con 52 000 unità equivalenti dell'album (album-equivalent unit), tra cui 50 000 copie di vendite fisiche, risulta essere l'album più venduto della settimana e debutta al numero uno nella classica Top Album Sales di Billboard, da quando nel 1991 è stata lanciata la classifica Top Album Sales, i Bon Jovi hanno inserito 20 album nella classifica, di cui cinque hanno raggiunto la prima posizione. In totale, Forever segna il ventiduesimo album in classifica nella Billboard 200 per i Bon Jovi. La band raggiunse per la prima volta la top 10 nel 1986 con Slippery When Wet, che è stato il primo dei sei numeri uno. Hanno raggiunto nuove top 10 negli anni '80, '90, 2000, '10 e ora negli anni '20. I Bon Jovi sono il quinto gruppo musicale a raggiungere una nuova top 10 degli album nella classifica di Billboard in ciascuno degli ultimi cinque decenni, unendosi ad AC/DC, Def Leppard, Metallica e U2.In Canada ha debuttato in trentaseiesima posizione, che risulta essere il risultato più basso ottenuto dai Bon Jovi negli album in studio dal 1986. Secondo quanto riportato da MediaTraffic, ha debuttato alla posizione numero cinque della Global Chart Album Top 40, per un totale di 113 000 copie.

### Ricezione critica
| Recensione      | Giudizio |
| --------------- | -------- |
| AllMusic        | [ 25 ]   |
| Classic Rock    | [ 26 ]   |
| The Independent | 8/10     |
| Kerrang!        | 4/5      |
| Sputnikmusic    | [ 29 ]   |

Forever ha ottenuto recensioni "generalmente favorevoli" da parte della critica specializzata. Su Metacritic, sito che assegna un punteggio normalizzato su 100 in base a critiche selezionate, l'album ha ottenuto un punteggio medio di 61 basato su cinque critiche.
Stephen Thomas Erlewine di AllMusic ha assegnato all'album tre stelle su cinque, motivando la propria scelta con l'opinione come il primo disco che i Bon Jovi hanno realizzato dopo l'intervento del loro cantante, funziona anche come presentazione di una band rinata e «questo senso di raffinatezza si adatta a un gruppo che sa di essere un po' più vecchio e un po' più lento di prima., ma sono grati di essere ancora felici di fare quello che fanno dopo tutti questi decenni».
Steve Beebee di Kerrang! ha definito Forever un album di un artista che ha molto da celebrare e non ha più nulla da dimostrare e ha scoperto che la musica «ha una sorta di gioia che apre la strada. «Le canzoni sono ponderate, certamente, e spesso corrispondono ai classici Bon Jovi del passato».
Philip Wilding per Classic Rock descrive l'album «un concentrato di canzoni rock, ballate potenti, è un disco dal grande suono progettato per essere suonato in grandi stanze». Il tempo dirà come gli spettacoli nelle arene di tutto il mondo tratteranno una delle migliori rock star degli ultimi decenni, ma almeno l'ultimo album Forever sta indicando di nuovo lui e la sua band nella giusta direzione. Carla Feric per The Independent, ha concluso che «l'album diverge dal materiale del passato, ma la voce potente di Jon Bon Jovi non ha vacillato e gli strumenti della band mantengono le tracce orecchiabili e fresche, facendo venire voglia all'ascoltatore di ripeterlo».
Secondo il sito web Sputnikmusic, è stato recensito come un album "molto scarso", e lo descrive come «una raccolta cucita insieme di banali e trite frasi fatte, sovrapposte a un ritornello asinino e mordace, il tutto così lamentoso e flaccido che c'è poco da cogliere se non deboli tentativi di nostalgia».
Altre recensioni professionali
Connor Gotto di Retropop ha assegnato all'album cinque stelle su cinque, descrive l'album come un «disco straordinario, brillante e tipicamente Bon Jovi». Bryan Rolli di Ultimate Classic Rock ha scritto che «le chitarre sono sterili, i testi sono sdolcinati, e puoi telegrafare esattamente dove la band si ritirerà affinché Bon Jovi esegua il ritornello, ma nonostante i tuoi migliori sforzi, queste canzoni si stabiliranno nel tuo cervello, perché è ciò che questa band sa fare meglio».

## Tracce
La produzione dei brani è di John Shanks e Jon Bon Jovi. Joel Rubel figura come produttore aggiuntivo per [i]Living in Paradise[/i].
1. Legendary – 4:05 (Jon Bon Jovi, John Shanks, Billy Falcon)
2. We Made It Look Easy – 3:15 (Jon Bon Jovi, Ryan Tedder, Andrew De Roberts, Nick Long)
3. Living Proof – 3:39 (Jon Bon Jovi, John Shanks)
4. Waves – 3:52 (Jon Bon Jovi, John Shanks, Jason Isbell)
5. Seeds – 5:05 (Jon Bon Jovi, Ryan Tedder, Sean Douglas, Michael Pollack)
6. Kiss The Bride – 3:51 (Jon Bon Jovi, Billy Falcon)
7. The People’s House – 4:36 (Jon Bon Jovi)
8. Walls of Jericho – 3:48 (Jon Bon Jovi, John Shanks, Philip Lawrence)
9. I Wrote You A Song – 3:25 (Jon Bon Jovi,  John Shanks, Billy Falcon)
10. Living In Paradise – 3:16 (Jon Bon Jovi, Ed Sheeran)
11. My First Guitar – 4:55 (Jon Bon Jovi)
12. Hollow Man – 4:54 (Jon Bon Jovi)

Durata totale: 48:41
Bonus Tracks - Edizione giapponese
1. That Was Then, This Is Now – 4:57 (Jon Bon Jovi, John Shanks, Philip Lawrence)
2. Legendary (demo) – 4:09 (Jon Bon Jovi,  John Shanks, Billy Falcon)

## Formazione
Gruppo
- Jon Bon Jovi – voce, cori, produzione (tutte le tracce), Ingegnere del suono
- John Shanks – chitarra acustica, chitarra elettrica, cori, produzione (tutte le tracce); sintetizzatore (tracce 1, 3, 7, 12), cori (tracce 2, 3, 5, 7, 8, 10, 11), drum machine (tracce 3, 7, 8), tastiera (traccia 11)
- David Bryan – tastiera, pianoforte, organo, cori
- Tico Torres – batteria, cori
- Hugh McDonald – basso, cori
- Phil X – chitarra elettrica, talk box (traccia 3), cori
- Everett Bradley – percussioni, cori

Altri musicisti
- Billy Falcon – cori (traccia 1)
- Bradley Giroux – drum machine (tracce 2, 3, 7)
- Ryan Tedder – cori (tracce 2, 5); drum machine, sintetizzatore (traccia 2)
- Jason Isbell – cori, chitarra elettrica (traccia 4); tastiere, organo, pianoforte (traccia 5)
- Charlie Bisharat – violino (tracce 5, 6)
- Gerardo Hilera – violino (tracce 5, 6)
- Joel Pargman – violino (tracce 5, 6)
- Michele Richards – violino (tracce 5, 6)
- Natalie Leggett – violino (tracce 5, 6)
- Songa Lee – violino (tracce 5, 6)
- Neil Samples – violino (traccia 5)
- Philip Vaiman – violino (traccia 5)
- Cameron Stone – violoncello (traccia 5)
- David Mergen – violoncello (traccia 5)
- Paula Hochhalter – violoncello (traccia 5)
- Erik Rynearson – viola (traccia 5)
- Luke Maurer – viola (traccia 5)
- Tom Lea – viola (traccia 5)
- Joe Rubel – sintetizzatore (traccia 10)

Produzione
- Joel Rubel – produzione (traccia 10)
- Ted Jensen – mastering
- Chris Lord-Alge – missaggio
- Obie O'Brien – Ingegnere del suono
- Bradley Giroux – Ingegnere del suono (tracce 1–9, 11, 12)
- Steve Churchyard – Ingegnere del suono (tracce 5, 6, 9)
- David Richard Campbell – arrangiamento (tracce 5, 6, 9)
- Lars Fox – montaggio
- Chris Grainger – assistente di studio
- Brian Judd – assistente di studio
- Greyson Smith – assistente di studio
- Katelyn Prieboy – assistente di studio
- Logan Taylor – assistente di studio (tracce 5, 6, 9)

## Classifiche

### Classifiche settimanali
| Classifica (2024)             | Posizione massima |
| ----------------------------- | ----------------- |
| Australia                     | 4                 |
| Austria                       | 2                 |
| Belgio (Fiandre)              | 4                 |
| Belgio (Vallonia)             | 7                 |
| Canada                        | 36                |
| Croazia                       | 28                |
| Finlandia                     | 29                |
| Francia                       | 25                |
| Germania                      | 2                 |
| Giappone                      | 7                 |
| Irlanda                       | 20                |
| Italia                        | 25                |
| Nuova Zelanda                 | 28                |
| Paesi Bassi                   | 7                 |
| Polonia                       | 20                |
| Regno Unito                   | 3                 |
| Scozia                        | 3                 |
| Spagna                        | 3                 |
| Stati Uniti                   | 5                 |
| Stati Uniti (Top Rock Albums) | 2                 |
| Svizzera                      | 1                 |
| Ungheria                      | 12                |

### Classifiche di fine anno
| Classifica (2024) | Posizione massima |
| ----------------- | ----------------- |
| Svizzera          | 88                |